# Discalma normata
Discalma normata là một loài bướm đêm trong họ Geometridae.